# Stichting Praemium Erasmianum

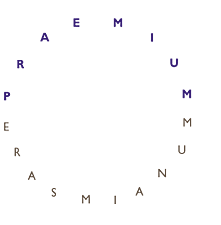
Logo Stichting Praemium Erasmianum

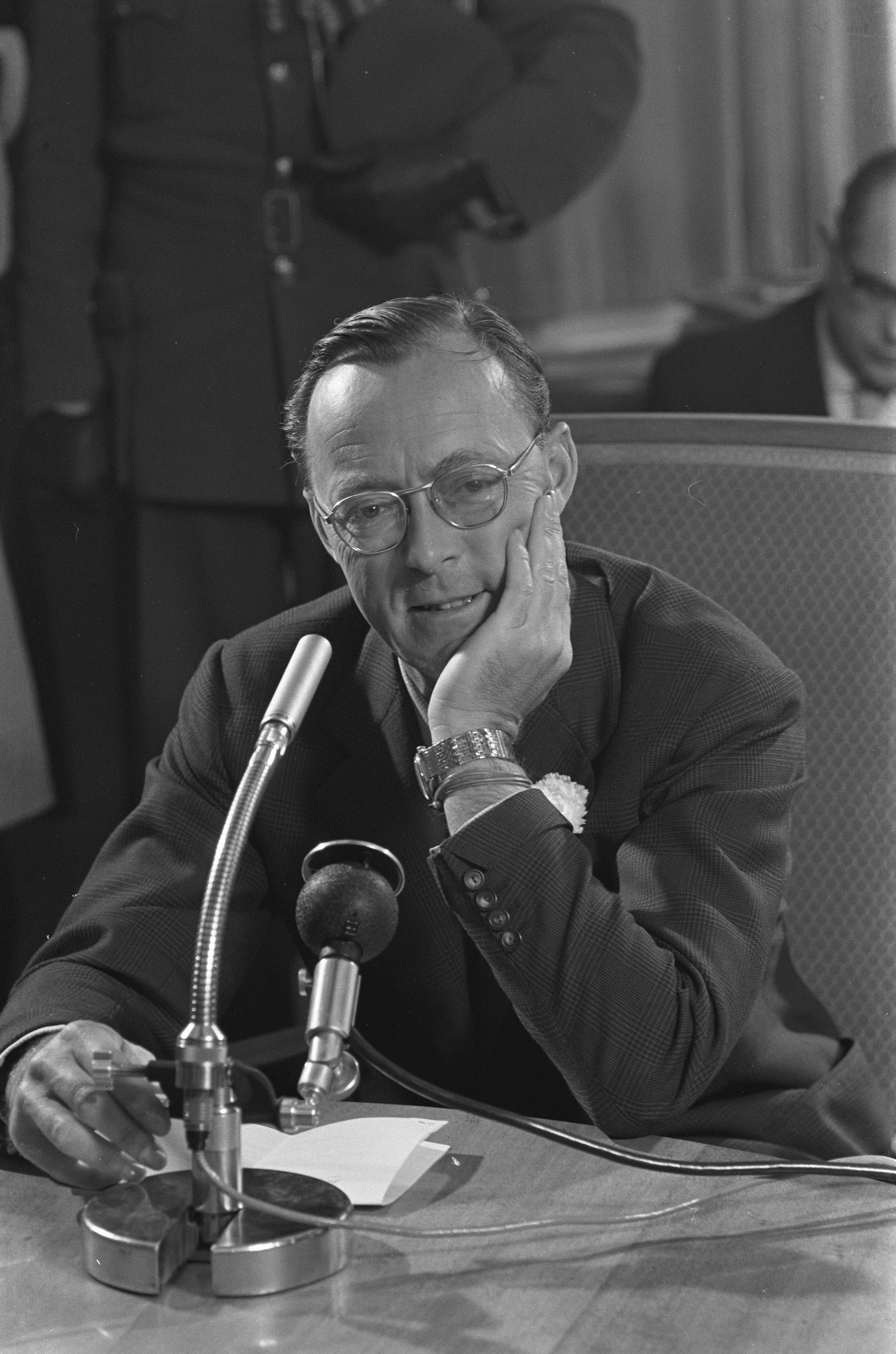
Prins Bernhard, oprichter en regent

De Stichting Praemium Erasmianum (Stichting Erasmusprijs) is een stichting die in 1958 werd opgericht door de Nederlandse prins-gemaal Bernhard. De stichting stelt zich ten doel het bevorderen van de geesteswetenschappen, de sociale wetenschappen en de kunsten. Dit doel tracht zij te bereiken door het organiseren van culturele en wetenschappelijke activiteiten en door het jaarlijks uitreiken van de Erasmusprijs.

## Kritisch denken
De stichting wil zich naar eigen zeggen laten leiden door de cultuurgeschiedenis van Europa en het gedachtegoed van degene naar wie de stichting genoemd is, Desiderius Erasmus. In het culturele en wetenschappelijke programma dat de stichting aanbiedt, staat "kritisch denken" centraal. Het vermogen kritisch te denken, is ook een van de criteria bij het toekennen van de Erasmusprijs. Deze prijs wordt jaarlijks uitgereikt in het Paleis op de Dam in Amsterdam.

## Activiteiten van de stichting
Vanaf de oprichting was prins Bernhard regent van de stichting. Na zijn overlijden nam zijn kleinzoon Willem-Alexander dit regentschap over; dit is hij blijven vervullen toen hij op 30 april 2013 koning werd. De regent reikt jaarlijks, in het najaar de prijs uit aan een laureaat die wordt voorgedragen door een adviescommissie van de stichting. Jaarlijks  kent de stichting ook een zogenoemde studieprijs toe aan jonge onderzoekers die een uitmuntend proefschrift hebben geschreven op het gebied van de sociale of geesteswetenschappen. Aanvankelijk werd de stichting bekostigd uit lotto- en totogelden. Met het aldus opgebouwde vermogen is de stichting inmiddels onafhankelijk van externe financiers. 